# メデジンメトロ

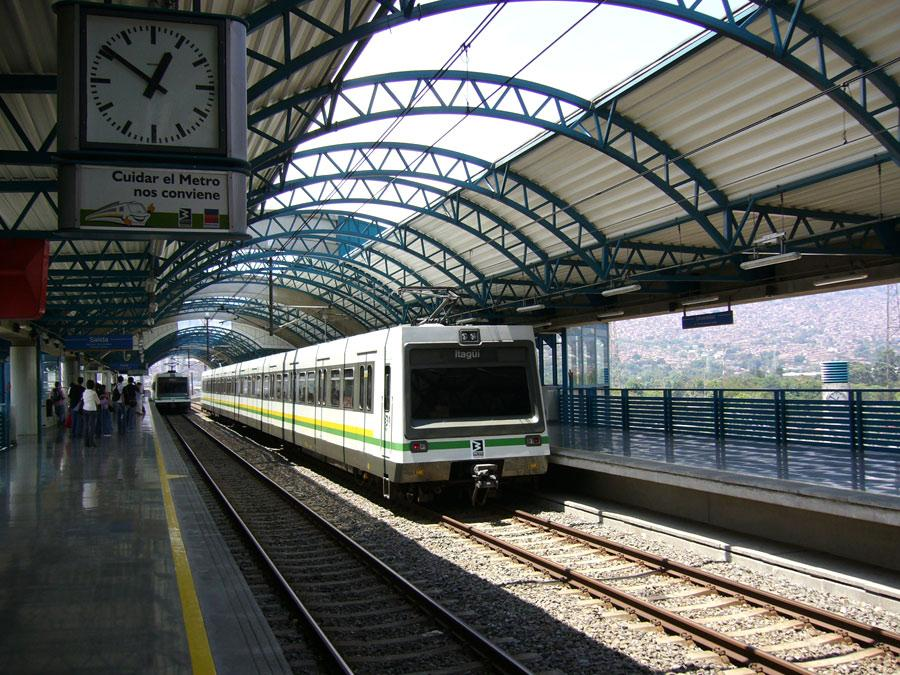
都市鉄道

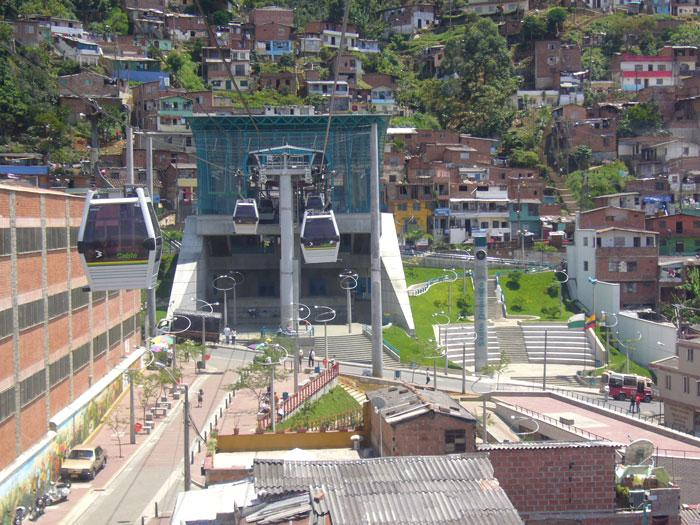
メトロケーブル

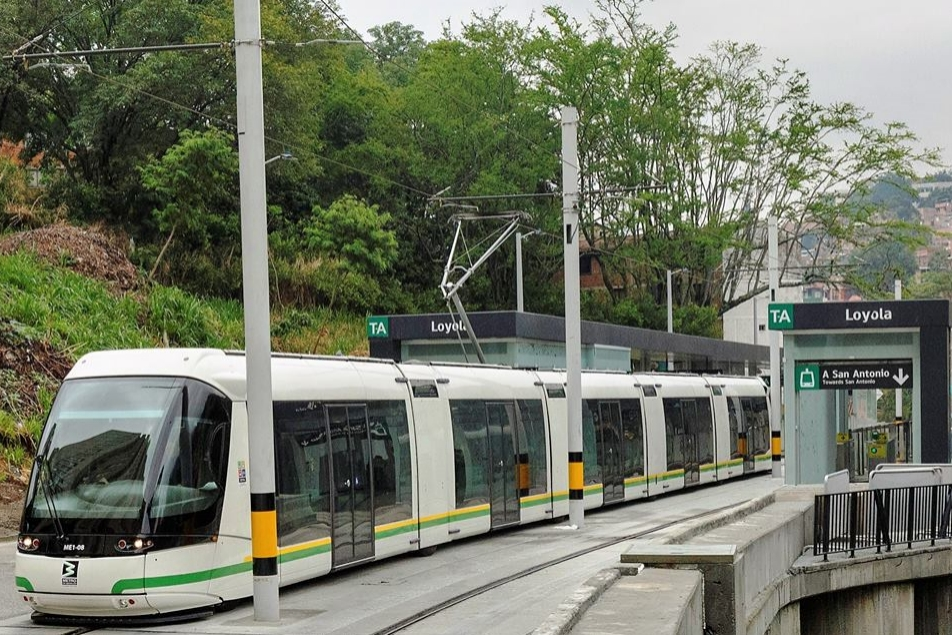
トラム車両

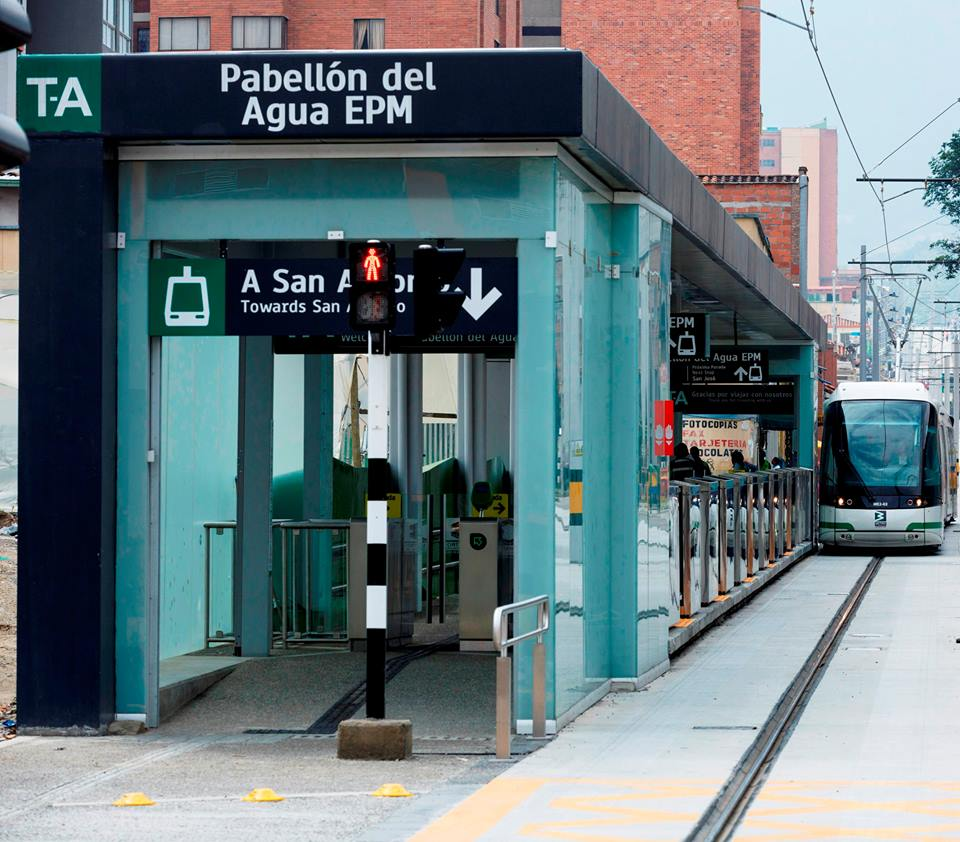
トラムの駅

メデジンメトロ（スペイン語: Metro de Medellín）は、コロンビアの都市メデジンにて運行中の公共交通システムである。高架式の都市鉄道が主体。

## 概要
1995年11月30日にコロンビア初の都市鉄道として開通した。2017年現在においてもコロンビアで唯一の都市鉄道となっている。メデジンメトロ公社により都市高速鉄道3路線とメトロカブレ（ロープウェイ）5路線、トラム(Ayacucho Tram)1路線で構成される。

## 路線
| 路線名    | 種類               | 開業年 | 距離    | 駅数 | 区間                                     |
| --------- | ------------------ | ------ | ------- | ---- | ---------------------------------------- |
| Línea A   | 都市鉄道           | 1995年 | 28.5 km | 21   | Niquía - La Estrella                     |
| Línea B   | 都市鉄道           | 2000年 | 5.5 km  | 6    | San Antonio - San Javier                 |
| Línea C   | 都市鉄道           | 1996年 | 3.2 km  | 2    | Caribe - Suramericana                    |
| Línea J   | メトロカブレ       | 2008年 | 2.7 km  | 4    | San Javier - La Aurora                   |
| Línea K   | メトロカブレ       | 2004年 | 2.1 km  | 4    | Acevedo - Santo Domingo Savio            |
| Línea L   | メトロカブレ       | 2009年 | 4.6 km  | 2    | Santo Domingo Savio - Arví               |
| Línea M   | メトロカブレ       | 2017年 | 1.1 km  | 3    | Estación Miraflores - Pan de Azúcar      |
| Línea H   | メトロカブレ       | 2016年 | 1.4 km  | 3    | Estación Oriente - Estación Villa Sierra |
| Línea T-A | アヤクーチョトラム | 2015年 | 4.6 km  | 9    | San Antonio Station - Oriente Station    |

### 都市鉄道
1995年11月30日にコロンビア初の都市鉄道としてLínea Aが開通。その後1996年2月29日にLínea Bが開通した。2017年現在においてコロンビア唯一の都市鉄道路線である。Línea Cは臨時路線であり、イベント等がある時のみの運行となっている。高架区間が大半であり地下区間は無い。

### メトロカブレ
メトロケーブルは2004年8月7日に開通したロープウェイ路線でJ,K,L,M,Hの5つの路線を持つ。都市鉄道と接続されている。最初に開通したのはKで2004年開通、次いでJ（2008年）、L（2009年）、H（2016年）と続き、2017年にはMが開通した。

### アヤクーチョトラム
アヤクーチョトラムは2015年11月20日に開通したトラム路線で9駅で構成される。本格的な運営は2016年3月31日に始まった。途中駅において都市鉄道とメトロケーブルに乗り換えることができる。メデジンでは過去に路面電車が1887年より運営されていたが、1951年に廃止になっておりそれ以来の復活路線である。

## ギャラリー

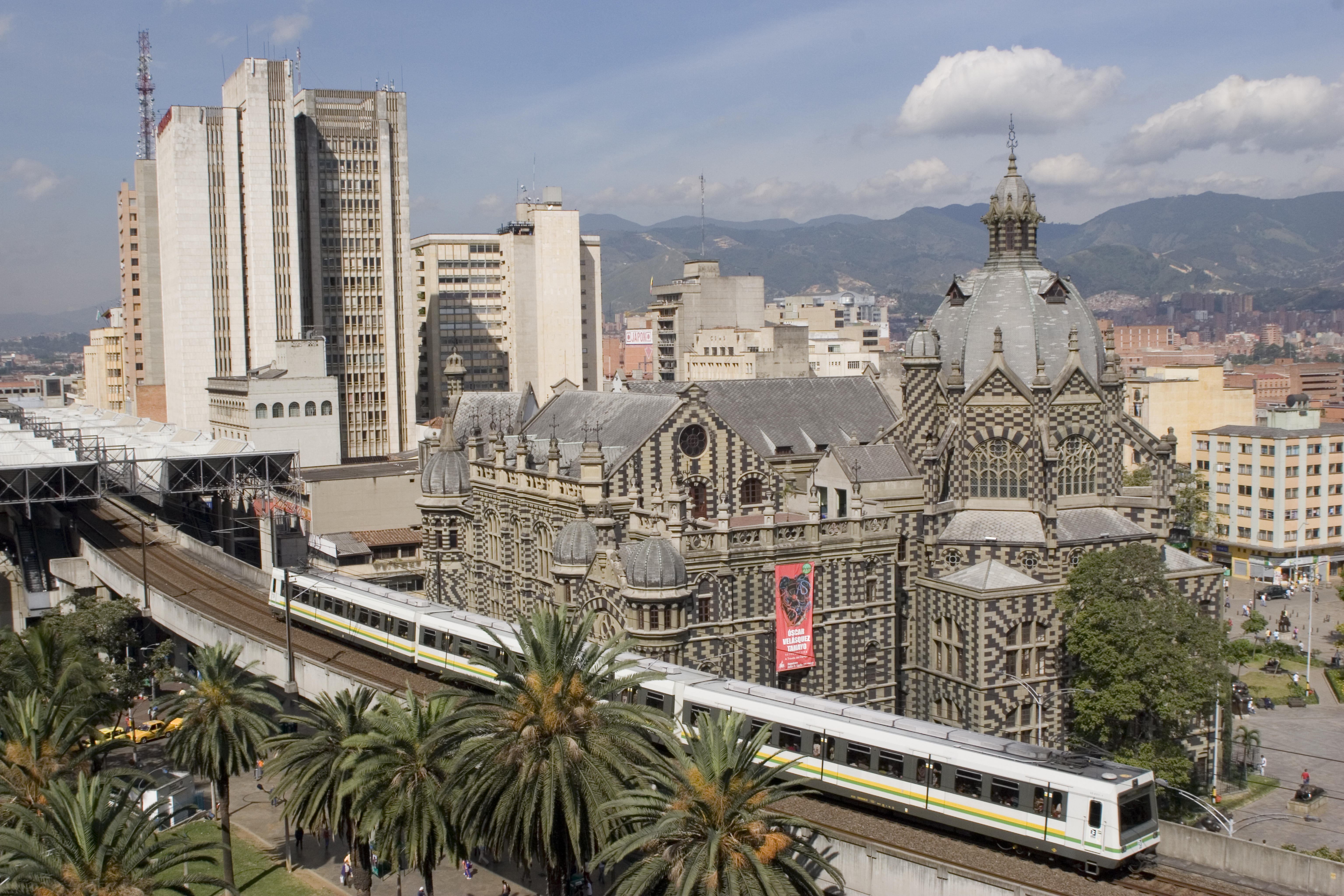
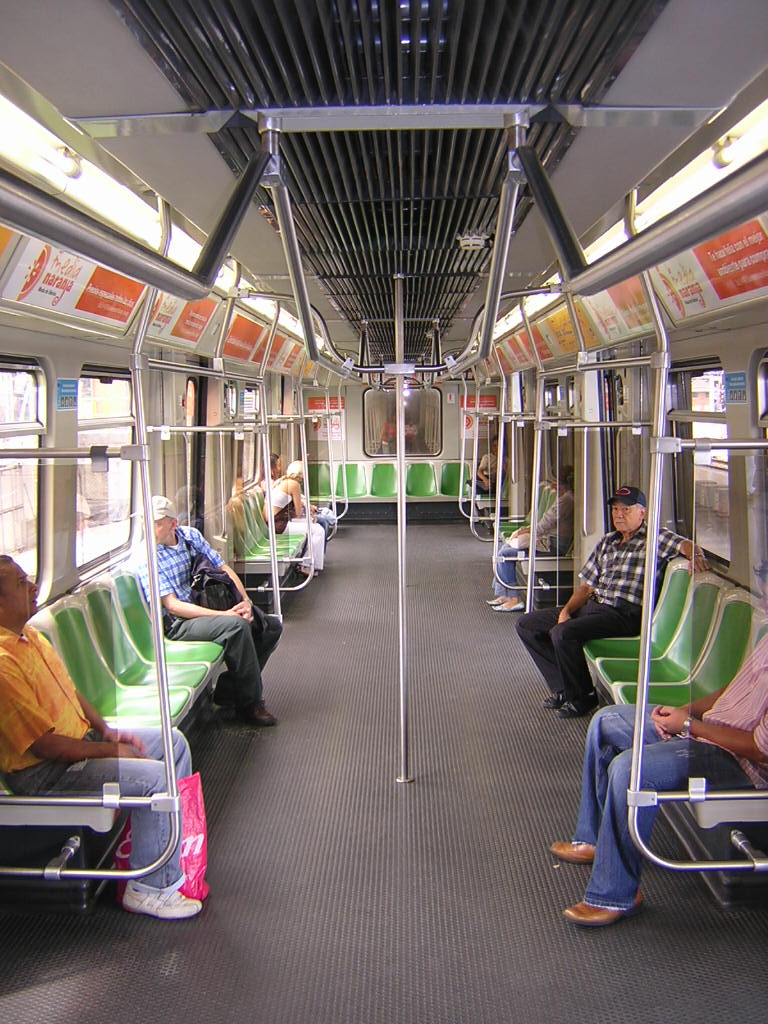
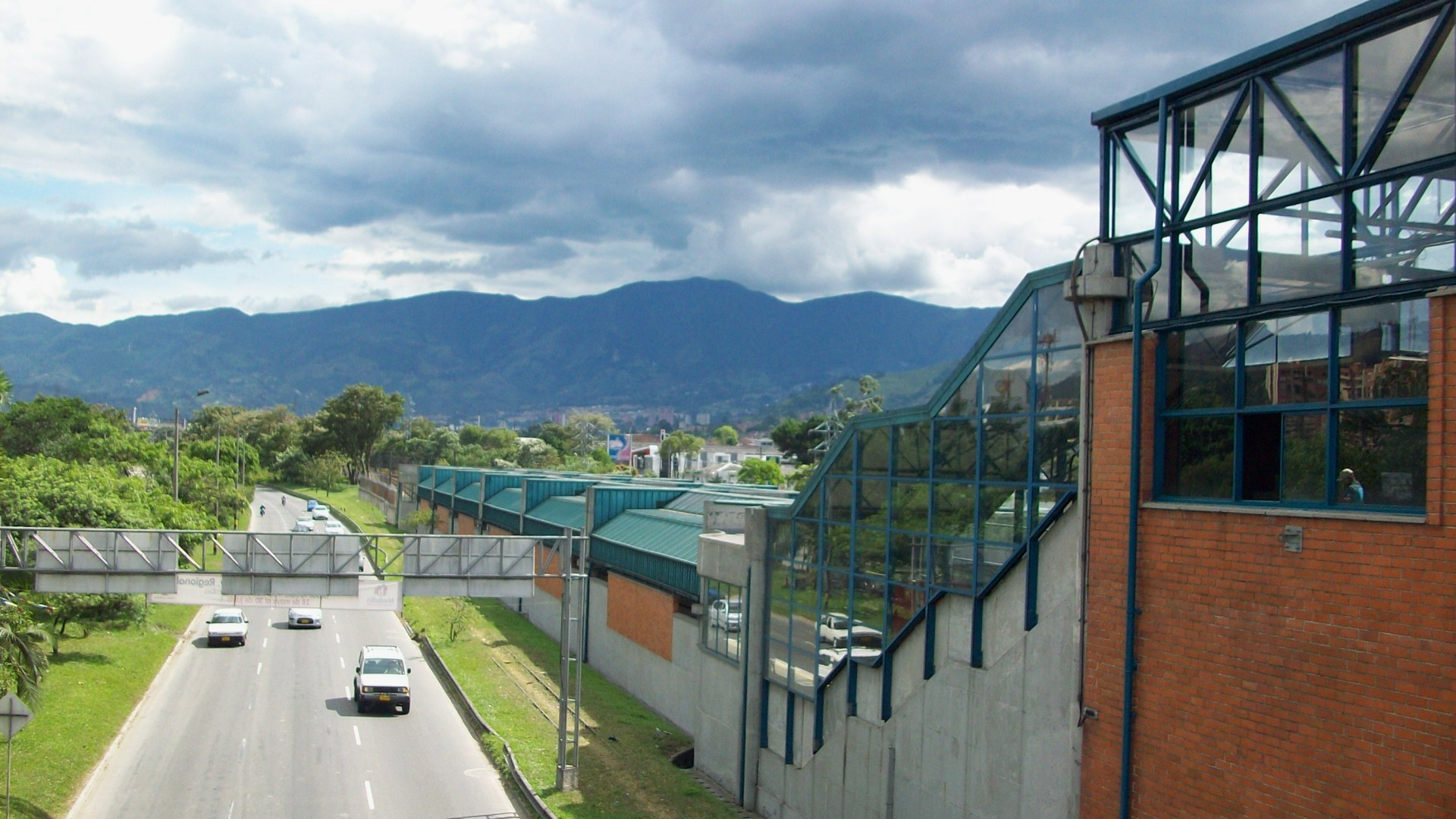
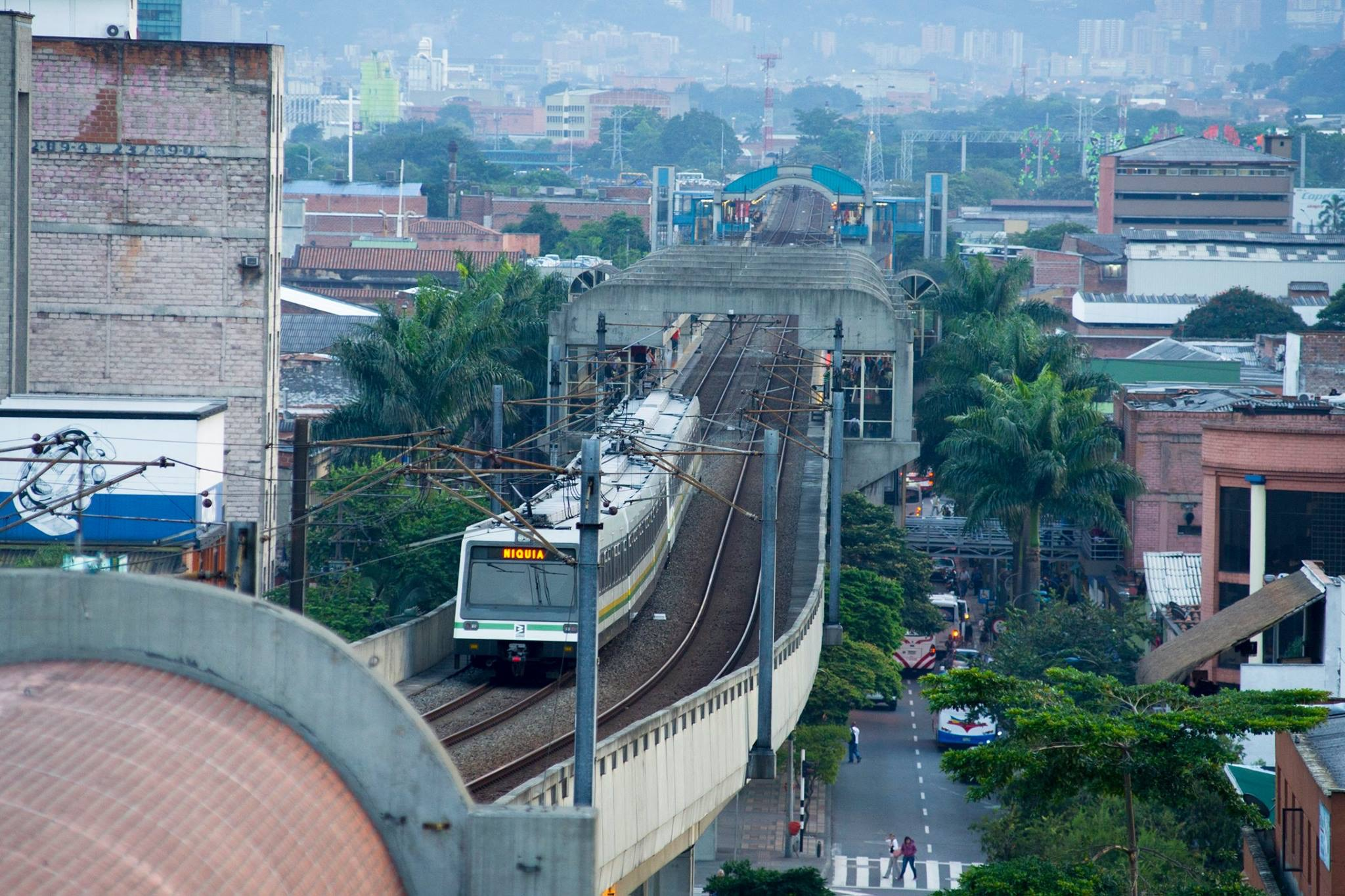
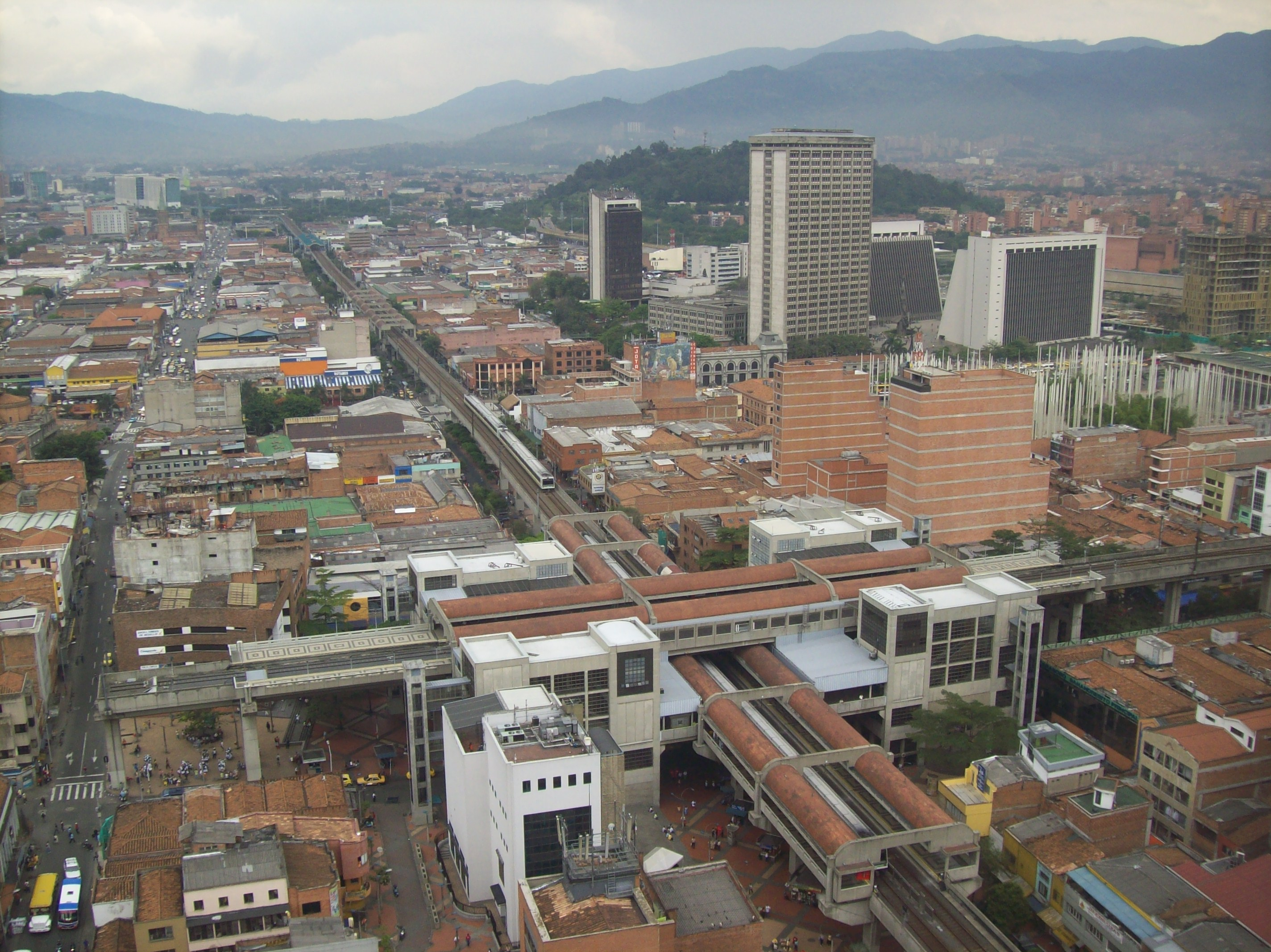
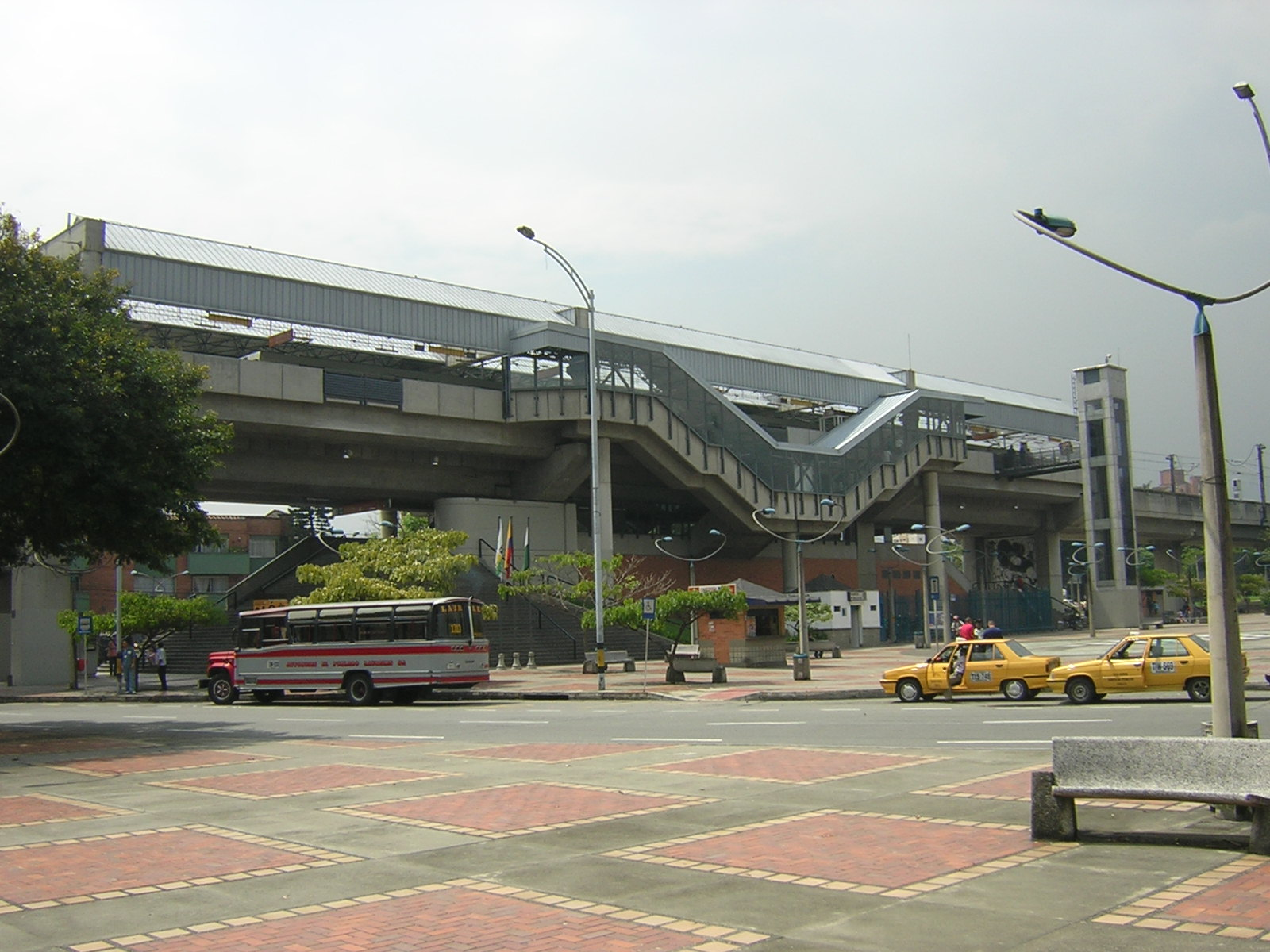
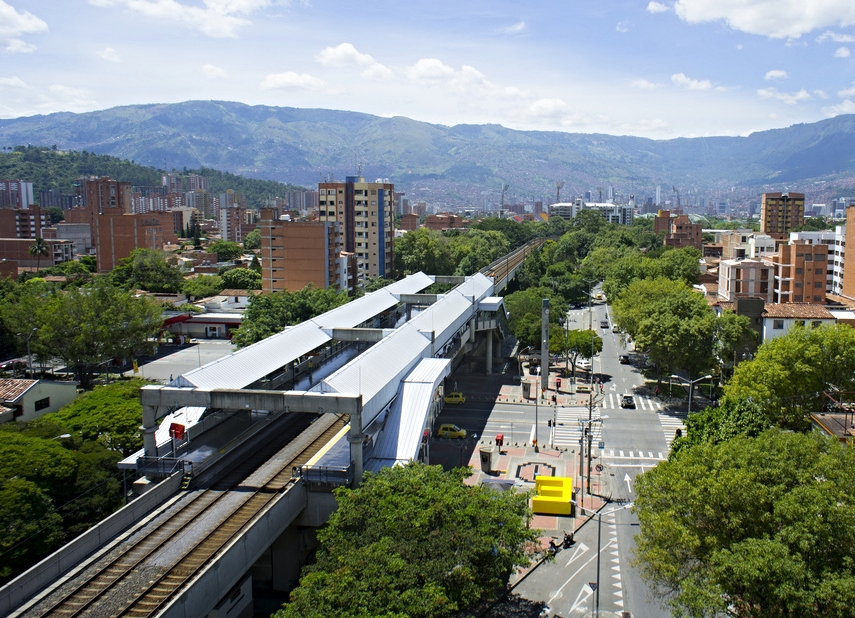
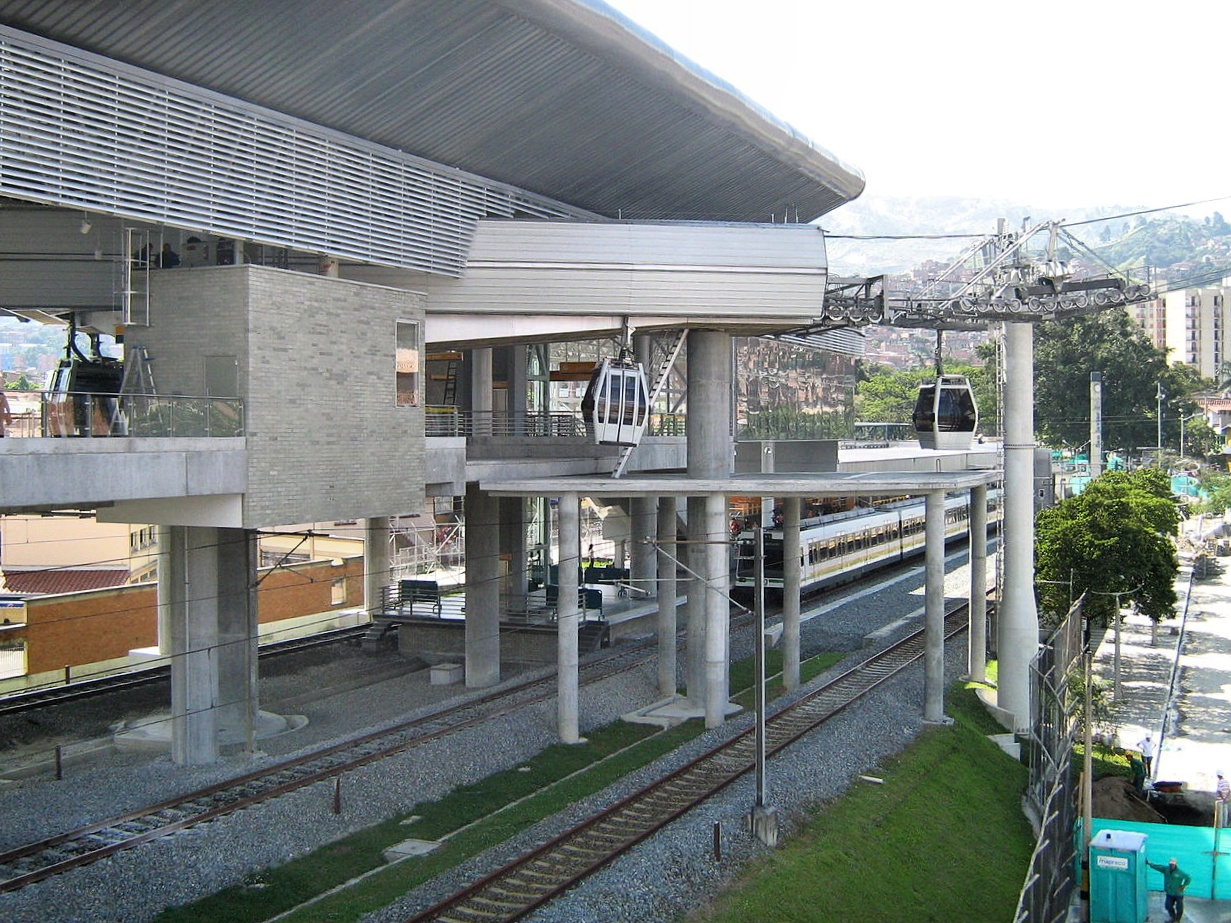
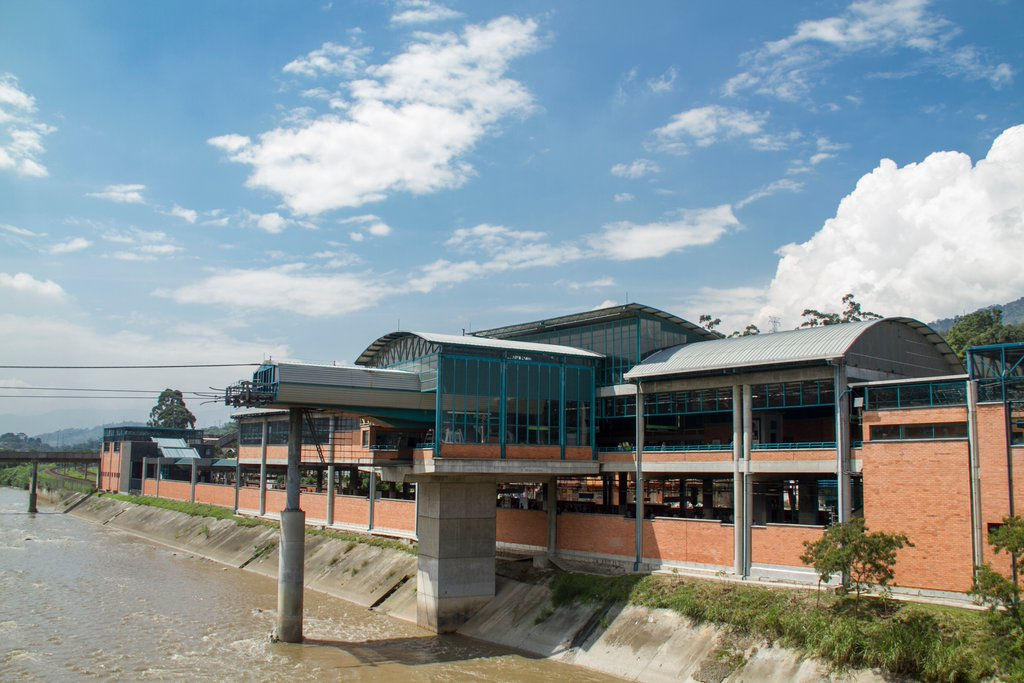
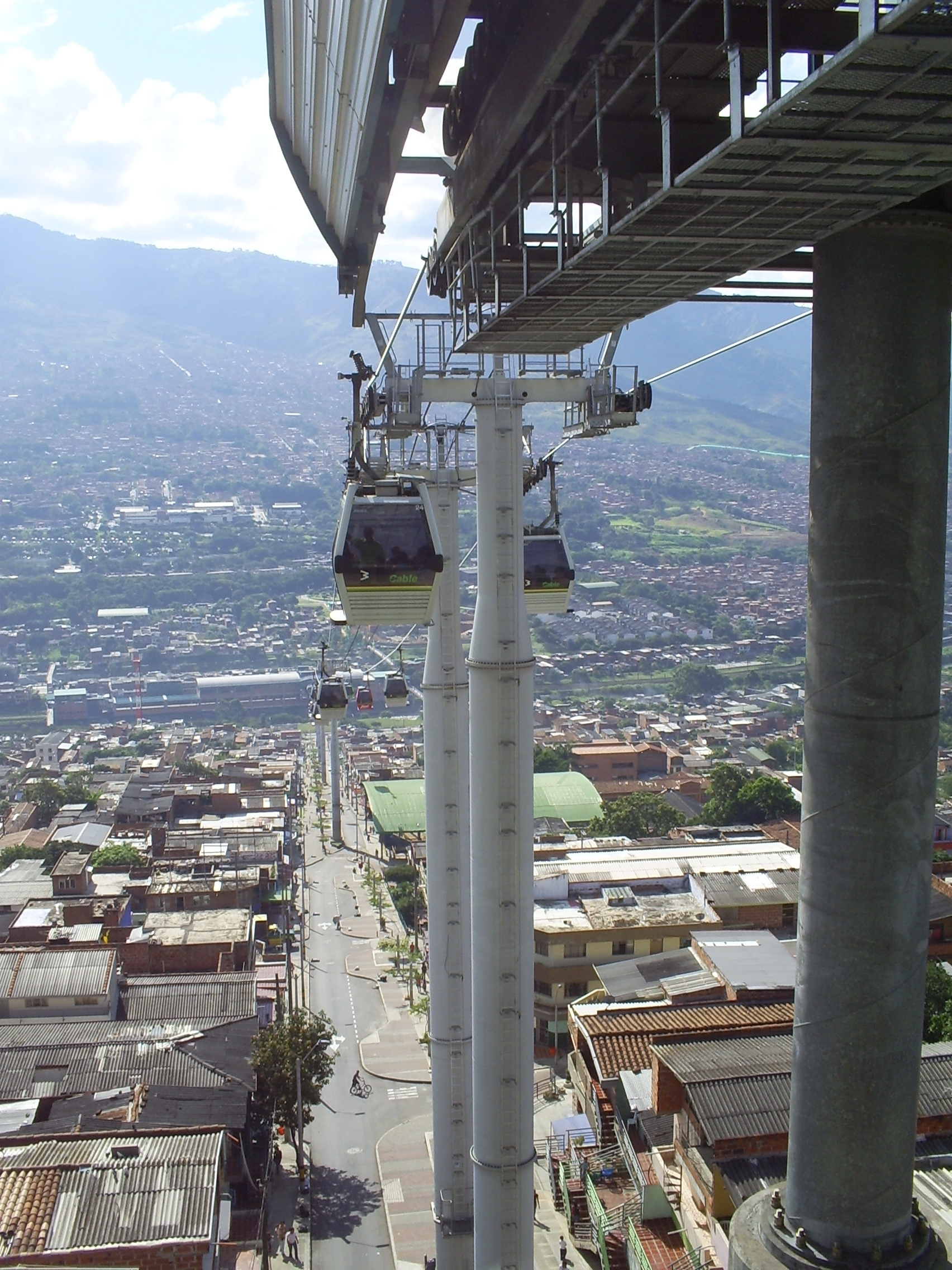
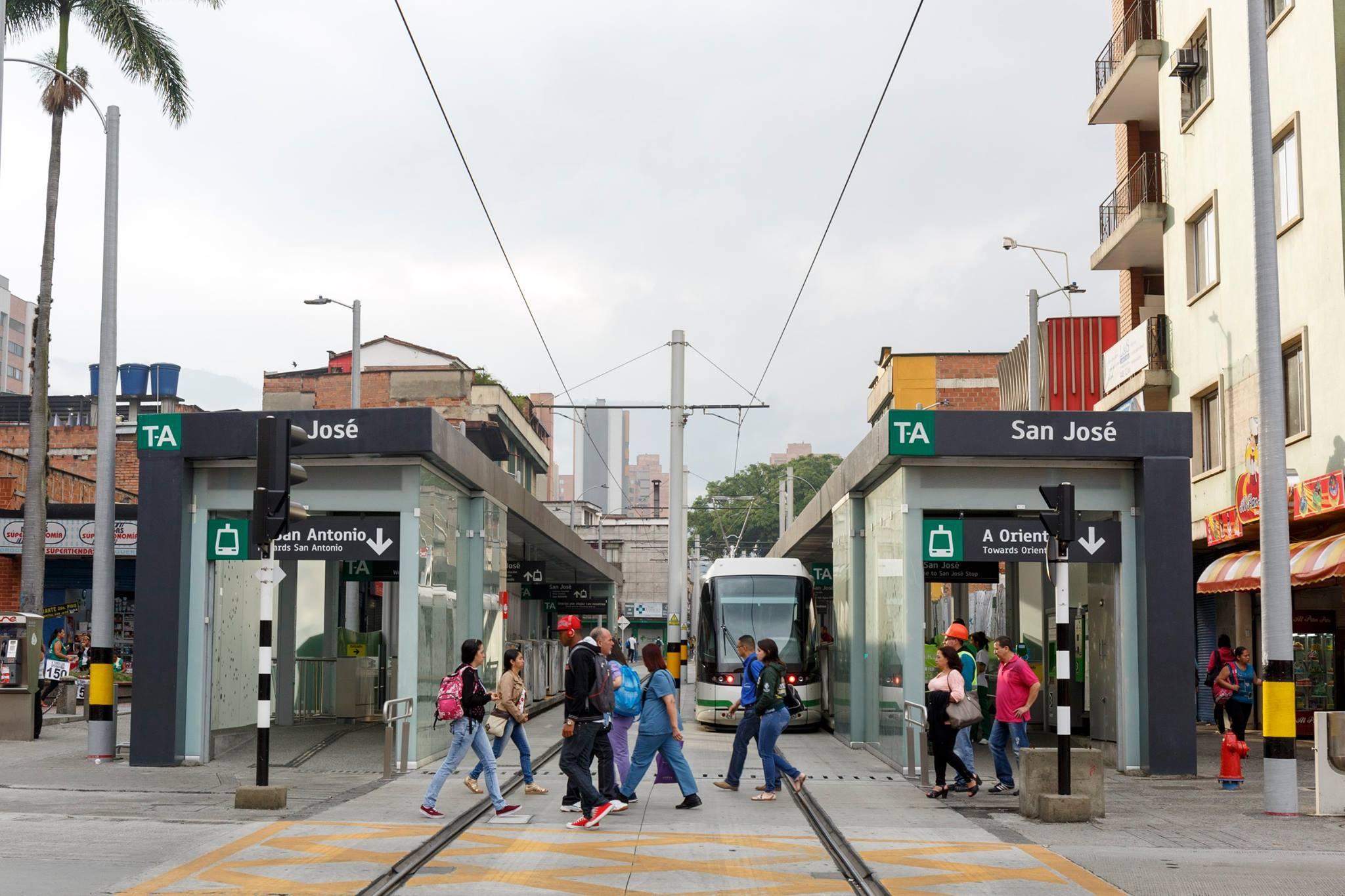
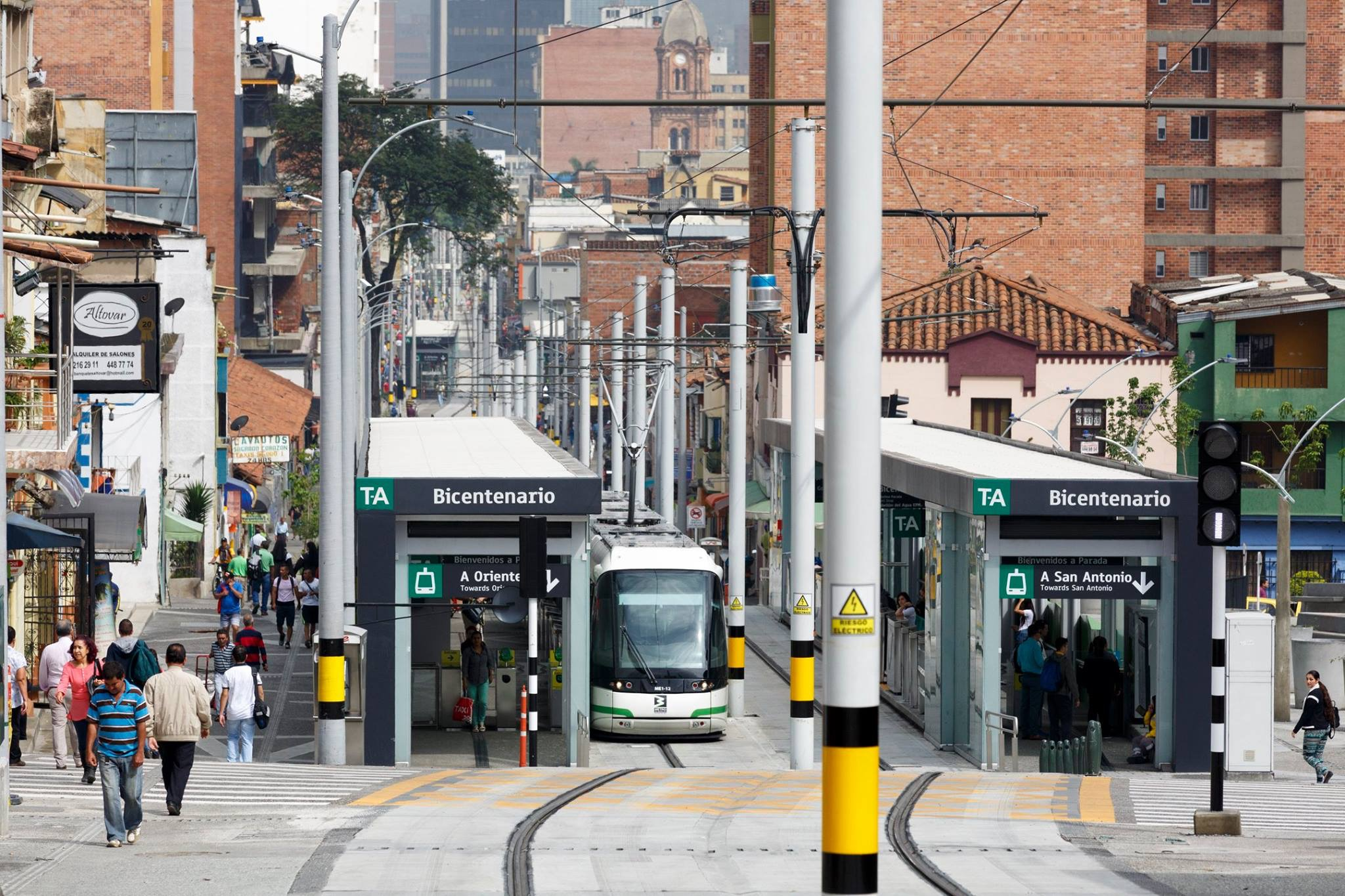